# نیلوفر مولایی
نیلوفر مولایی (زادهٔ ۱۸ تیر ۱۳۷۴ در تهران) بازیگر و مجری تلویزیونی ایرانی است که در صدا و سیما فعالیت کرده و پس از مهاجرت، به همکاری با شبکهٔ ایران اینترنشنال در لندن پرداخت.

## زندگی‌نامه
نیلوفر مولایی در ۱۸ تیر ۱۳۷۴ در تهران متولد شد. او دارای مدرک کاردانی بازیگری از دانشگاه سروش و کارشناسی مجری‌گری از دانشکدهٔ خبر صدا و سیما است.

## شروع فعالیت حرفه‌ای در ایران
او فعالیت حرفه‌ای خود را در سال ۱۳۹۴ با بازی در فیلم کوتاه «دور، نزدیک، نزدیک‌تر» به کارگردانی مسعود صدر آغاز کرد.  
در سال ۱۳۹۵ در فیلم سینمایی «مرداد» به کارگردانی بهمن کامیار در کنار بازیگرانی چون محمدرضا فروتن، مهتاب کرامتی و رعنا آزادی‌ور نقش‌آفرینی کرد.

## فعالیت در تلویزیون و رادیو
مولایی به عنوان مجری در برنامهٔ صبحگاهی «صبح بخیر ایران»  
و «حوالی امروز» از شبکه‌های یک و شبکه تهران فعالیت کرده‌است.  
او همچنین گویندهٔ برنامه‌ «رادیو شب» شبکه شما و برنامه فناوری در زومیت بوده و در مجموعهٔ نمایشی «در کنار هم» نیز بازی کرده‌است.

## مهاجرت و فعالیت در خارج از ایران
در پاییز ۱۳۹۸، نیلوفر مولایی از ایران مهاجرت کرد و در سال بعد، همکاری خود را با شبکهٔ ایران اینترنشنال در لندن به‌عنوان گویندهٔ اخبار آغاز نمود.  پس از مهاجرت، پوشش مذهبی خود را کنار گذاشت و تصاویر بدون حجاب از خود منتشر کرد.

## زندگی شخصی
اطلاعات رسمی دربارهٔ وضعیت تأهل یا روابط شخصی او منتشر نشده‌است.